# Рауэлл, Ньютон
Нью́тон Уэ́сли Рауэ́лл, PC KC (англ. Newton Wesley Rowell; 1 ноября 1867 года, тауншип Лондон — 22 ноября 1941 года, Торонто) —  канадский адвокат, политик, дипломат и деятель Методистской церкви. Председатель Тайного совета Королевы для Канады в правительстве Роберта Бордена (1917—1920), лидер Либеральной партии Онтарио и лидер официальной оппозиции Онтарио(1911—1917). Также известен как адвокат, выигравший ряд резонансных дел, в том числе и дело Edwards v Canada (AG) (1929).

## Биография
Ньютон Рауэлл родился 1 ноября 1867 года в тауншипе Лондон (ныне — часть тауншипа Миддлсекс-Сентр), провинция Онтарио. Работал адвокатом, в 1902 году получил титул королевского адвоката. После этого стал старшим партнёром в юридической фирме Rowell, Reid, and Wood, руководя которой сделал блестящую юридическую карьеру. Основанная им фирма существует и сейчас под названием McMillan LLP.
Начал политическую карьеру в 1900 году, когда  неудачно баллотировался в Палату общин в округе Восточный Йорк на федеральных выборах 1900 года. Эти выборы он проиграл Уильяму Финдли Маклину.
Вернулся в политику в 1911 году. Агитировал за кандидатов от Либеральной партии на федеральных выборах этого года. Поддерживал договор о взаимности в торговле между Канадой и США, а также планы премьер-министра и лидера либералов Уилфрида Лорье по созданию канадского военно-морского флота .
В том же 1911 году избран лидером Либеральной партии Онтарио, сменив ушедшего в отставку Александра Гранта Маккея. Первоначально не имел места в Законодательном собрании Онтарио — был избран в него на выборах в декабре 1911 года. После избрания стал лидером оппозиции в Законодательном собрании. На посту лидера запомнился как активный пропагандист сухого закона. Также был противником принятия так называемой Семнадцатой поправки — закона, ограничивавшего преподавание французского языка в школах Онтарио и этим способствовала ассимиляции франкоканадцев англоязычным большинством; в итоге либералам во главе с Рауэллом не удалось предотвратить принятие поправки.
В 1917 году в Канаде произошёл кризис призыва: большинство франкоканадцев выступали против введения, в условиях Первой мировой войны, призыва в армию, тогда как большинство англоканадцев поддерживали призыв. Аналогичный раскол произошёл и в Либеральной партии: часть её членов, несогласная с антипризывной позицией руководства либералов во главе с Лорье, вышла из партии, объединившись с консерваторами в Юнионистскую партию. Рауэлл также присоединился к юнионистам. В октябре 1917 года он покинул Законодательное собрание Онтарио и вошёл в юнионистское правительство, сформированное Робертом Борденом. Борден назначил его председателем Тайного совета Королевы для Канады Канады. Одновременно он стал заместителем председателя Военного комитета правительства; в этой должности он занимался организацией призыва канадцев в армию и управлением канадскими частями на Западном фронте. На федеральных выборах, прошедших в декабре 1917 года, Рауэлл был избран депутатом Палаты общин от округа Дарем. В 1917—1918 годах он, наряду с Борденом и рядом других канадских высокопоставленных лиц, участвовал в заседаниях Имперского военного кабинета — органа, созданного для координации действий Великобритании и её доминионов в условиях войны. В 1919 году он был назначен первым министром здравоохранения Канады, сохранив и пост председателя Тайного совета.
После того, как в 1920 году Борден ушёл в отставку, Рауэлл отказался войти в правительство его преемника Артура Мейена. В 1921 году он ушёл из политики, отказавшись переизбираться на очередных федеральных выборах.
Некоторое время после отставки служил постоянным представителем Канады при Лиге Наций. Затем вернулся к юридической карьере, став одним из известнейших юристов Торонто. Вёл несколько дел, слушавшихся в Верховном суде Канады и Судебном комитете Тайного соета. Самым известным его делом стало дело Edwards v Canada (AG). Его клиентками были пять канадок (Знаменитая пятёрка), обратившихся в 1927 году в Верховный суд с запросом о том, возможно ли назначение в Сенат Канады женщин. Это дело получило огромный резонанс в Канаде, где уже несколько десятилетий существовало мощное движение за права женщин. В 1928 году Верховный суд единогласно признал, что женщины не имеют права быть избраны в Сенат.  Рауэлл выиграл резонансное дело о правомерности назначения женщин в Сенат Канады; проиграв в Верховном суде, он подал апелляцию в Судебный комитет Тайного совета, который принял решение в пользу его клиентов.
С 1927 по 1930 годы Рауэлл был президентом Ассоциации адвокатов Онтарио, а с 1932 по 1934 годы — президентом Канадской ассоциации адвокатов. В 1936—1937 годах он занимал пост Главным судьёй Онтарио.
С первых лет жизни Рауэлл был прихожанином Методистской церкви. При его активном содействии в 1925 году Методистская церковь объединилась с рядом других протестантских церквей Канады, в частности с Пресвитерианской церковью Канады в Объединённую церковь Канады.
В 1937 году Рауэлл стал первым председателем Комиссии по экономическим отношения между доминионом и провинциями, более известной как Комиссия Рауэлла — Сируа.
Ньютон Рауэлл скончался 22 ноября 1941 года в Торонто в возрасте 74 лет.

## Родственные связи
Рауэлл — дед по материнской линии бывшего лейтенант-губернатора Онтарио Хэла Джекмана (полное имя последнего — Генри Ньютон Рауэлл Джекман), а также сенатора от Онтарио в 2005—2017 годах Нэнси Рут. Дочь Рауэлла Мари в 1930 году вышла замуж за Гарри Джекмана, депутата Палаты общин в 1940—1947 годах.

## Внешние ссылки
- Биография  на официальном сайте Парламента Канады
- Биография на официальном сайте Законодательного собрания Онтарио
- "Newton Wesley Rowell". The Canadian Encyclopedia.
- "Newton Rowell". Dictionary of Canadian Biography (online ed.). University of Toronto Press. 1979–2016.